# Romeinse Limespad
Het Romeinse Limespad (LAW-16) is een langeafstandswandelpad met een lengte van 302 km van Katwijk naar Berg en Dal, via Leiden, Woerden, Utrecht, Arnhem en Nijmegen. Het pad wordt beheerd door Wandelnet.
De route volgt (zo nauwkeurig als gegeven de huidige situatie mogelijk) de Limesweg langs de Neder-Germaanse limes, waarmee de route, onvermijdelijk, meer dan bij andere LAW's door een bebouwde omgeving voert. Dit is met name het geval van Katwijk tot Leiden en van Harmelen tot Utrecht. Op een aantal plaatsen zijn Romeinse wachttorens nagebouwd.
Verbindingen met andere LAW's bestaan te Leiden, Weipoort (bij Zoeterwoude), Alphen aan de Rijn, Zwammerdam, Bodegraven, Woerden, Utrecht, Wijk bij Duurstede, Arnhem, Nijmegen en Berg en Dal. Van Rijswijk (ten zuiden van Wijk bij Duurstede) tot Arnhem valt de route samen met het Maarten van Rossumpad. Vanaf Berg en Dal kan via het Grote Rivierenpad (tot Kleef) en de Duitse wandelroute X2 Xanten bereikt worden. Stations aan of dicht bij de route zijn er te Leiden, Alphen aan den Rijn, Bodegraven, Woerden, Utrecht Centraal, Bunnik, Rhenen, Arnhem Centraal, Elst en Nijmegen.
Tussen Arnhem-Zuid en Millingen aan de Rijn is een alternatieve route gemarkeerd via Huissen en Aerdt.

## Afbeeldingen

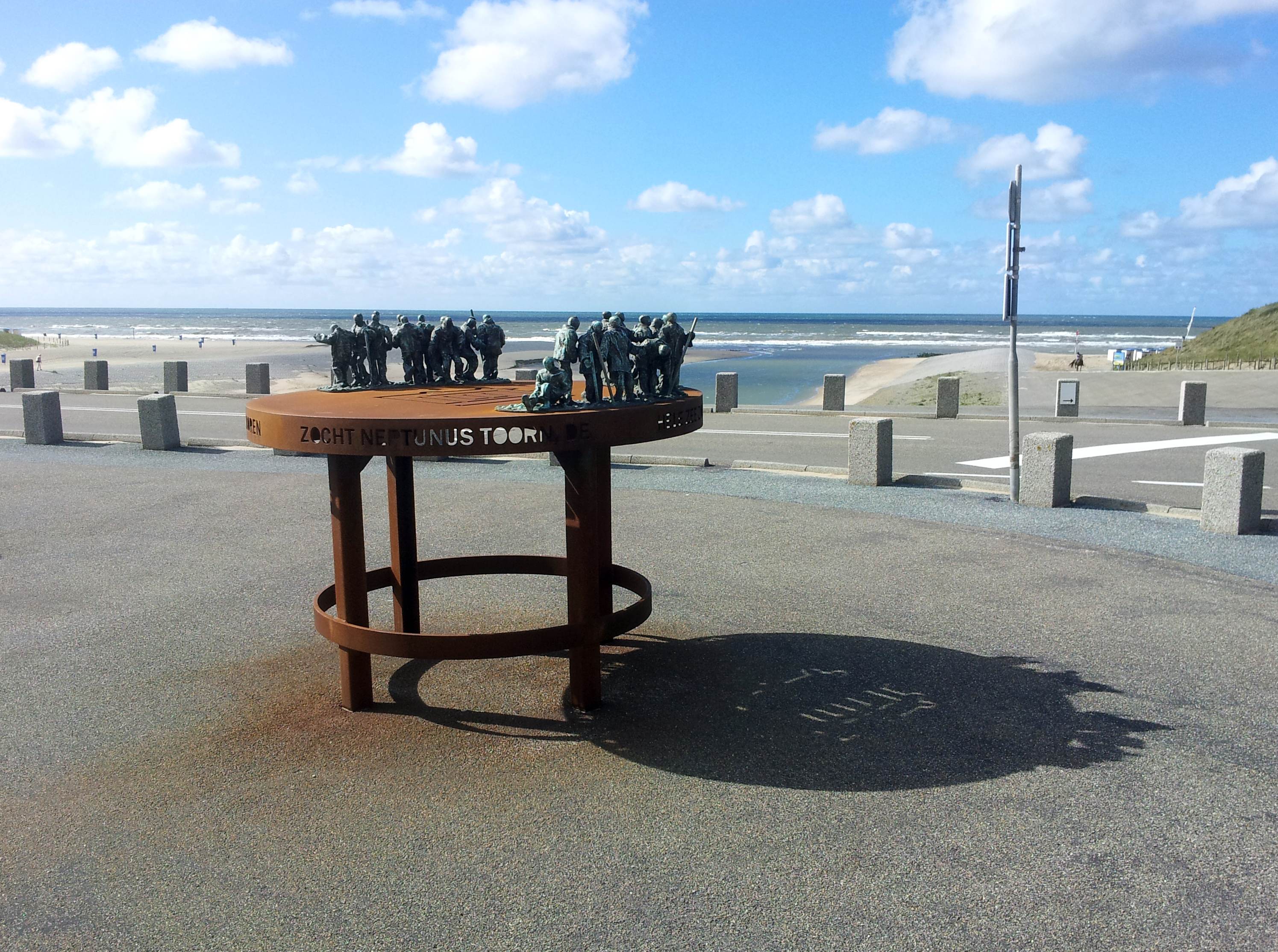
Kalla's toren, Katwijk, begin/eindpunt van de route
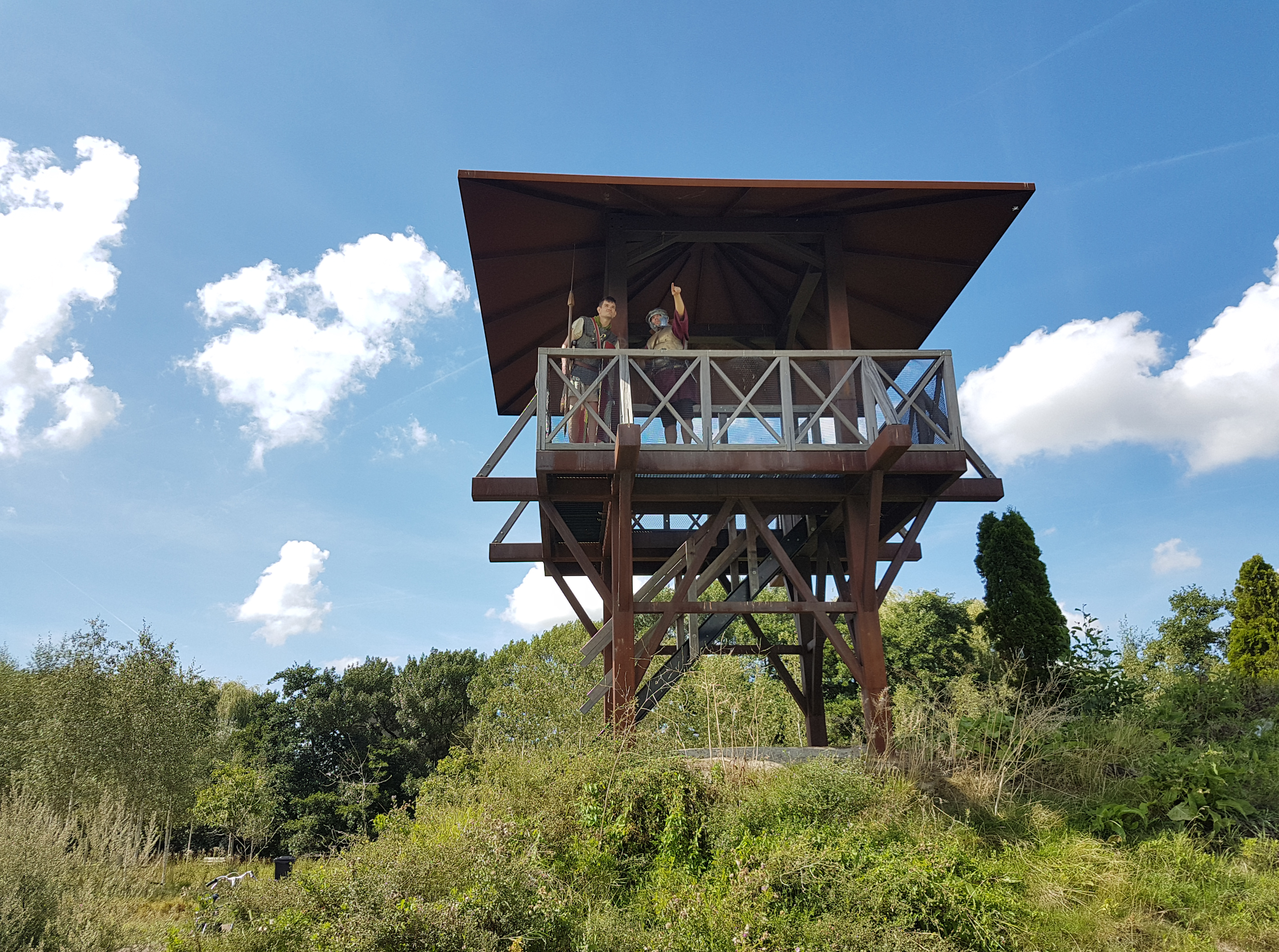
Reconstructie van wachttoren van Castellum Matilo, Leiden
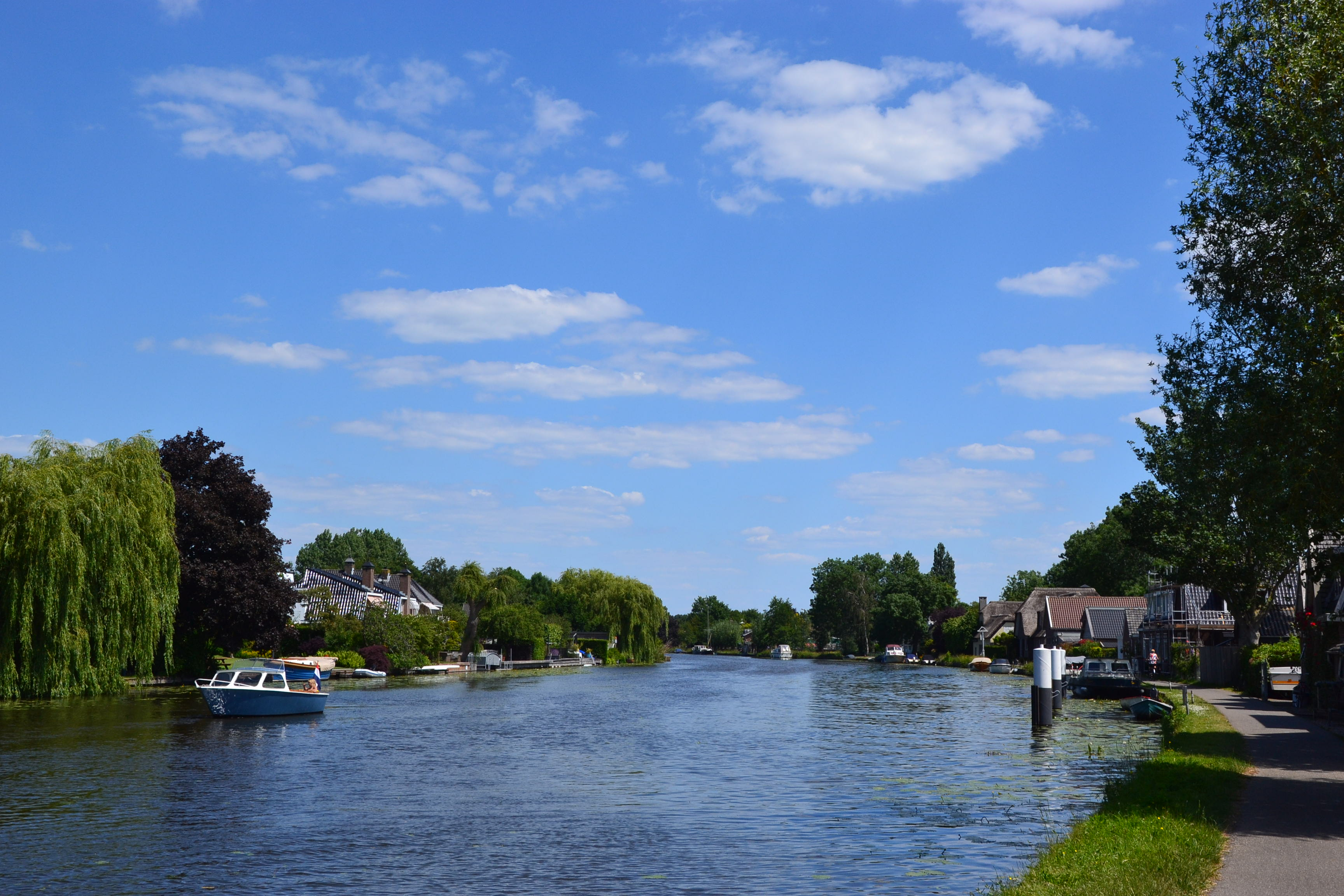
Langs de Oude Rijn in Bodegraven
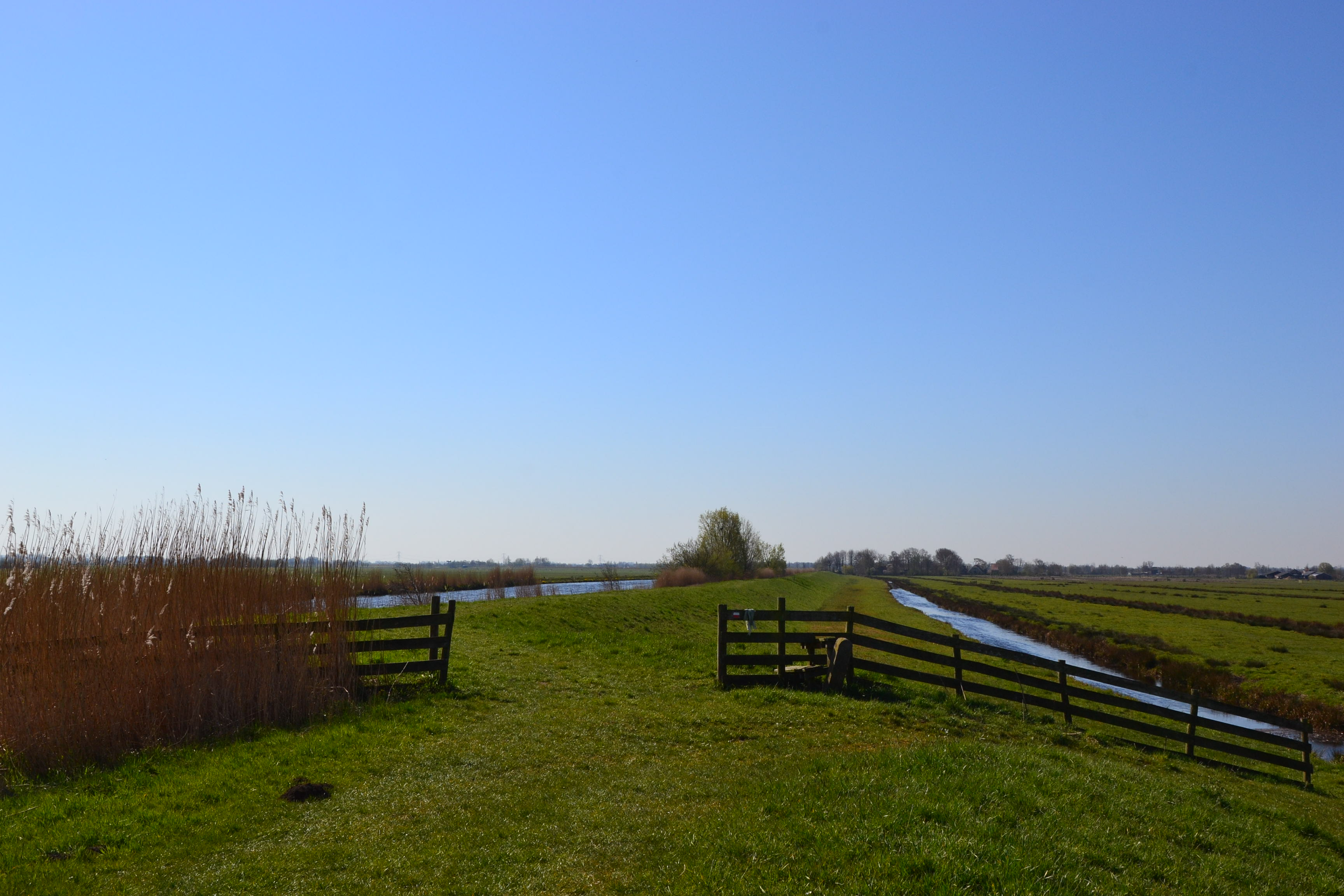
Ten zuiden van Bodegraven
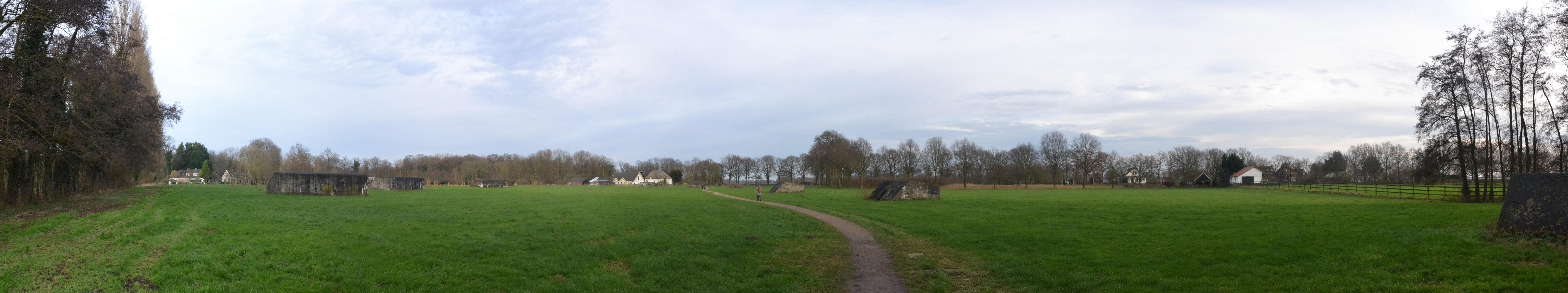
Tussen Fort bij Vechten en Fort bij Rijnauwen (loopt hier samen met Waterliniepad)
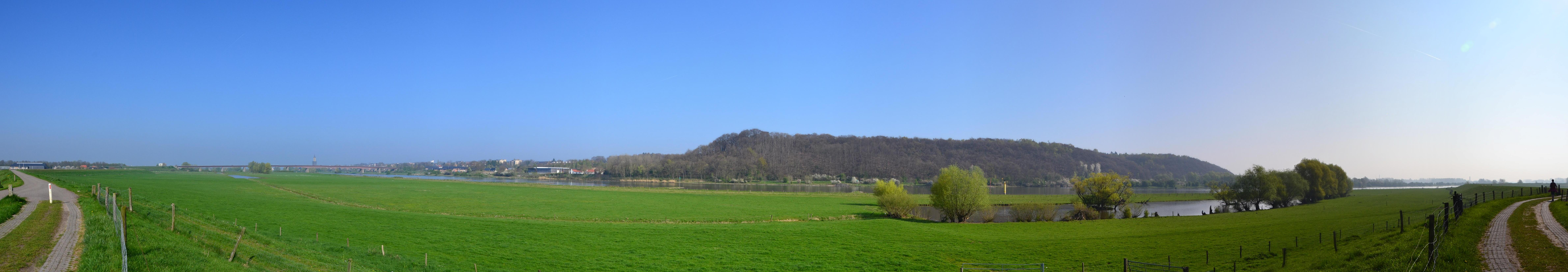
Gezicht op de Grebbeberg (loopt samen met Betuwepad en Maarten Van Rossumpad)
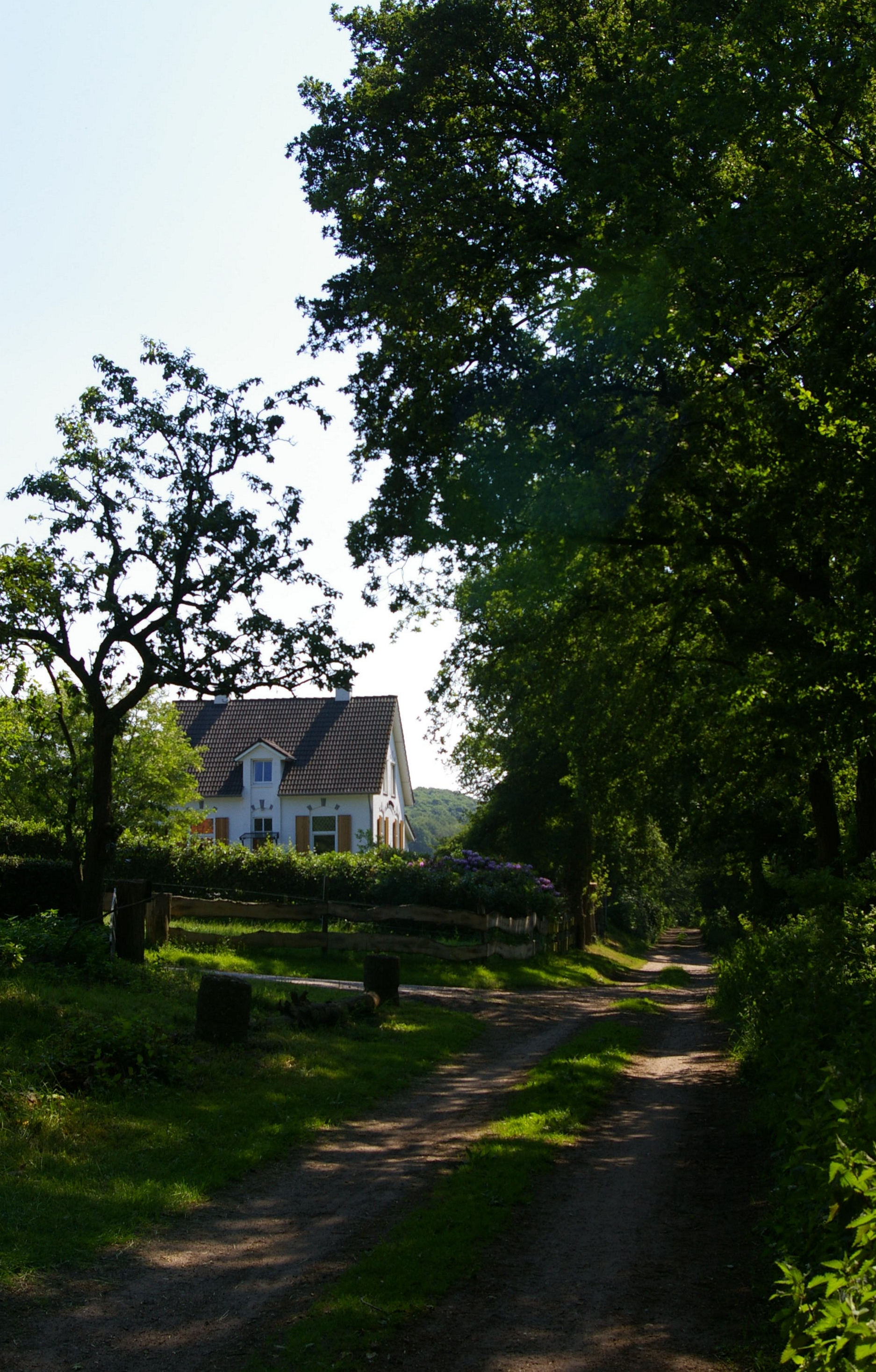
Bij Heelsum (loopt samen met Maarten van Rossumpad)
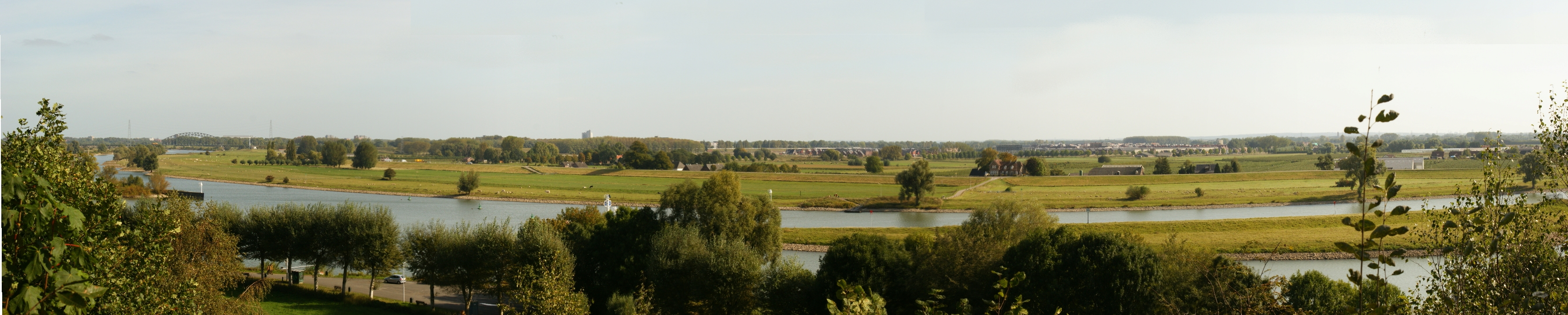
Uitzicht vanaf de Westerbouwing
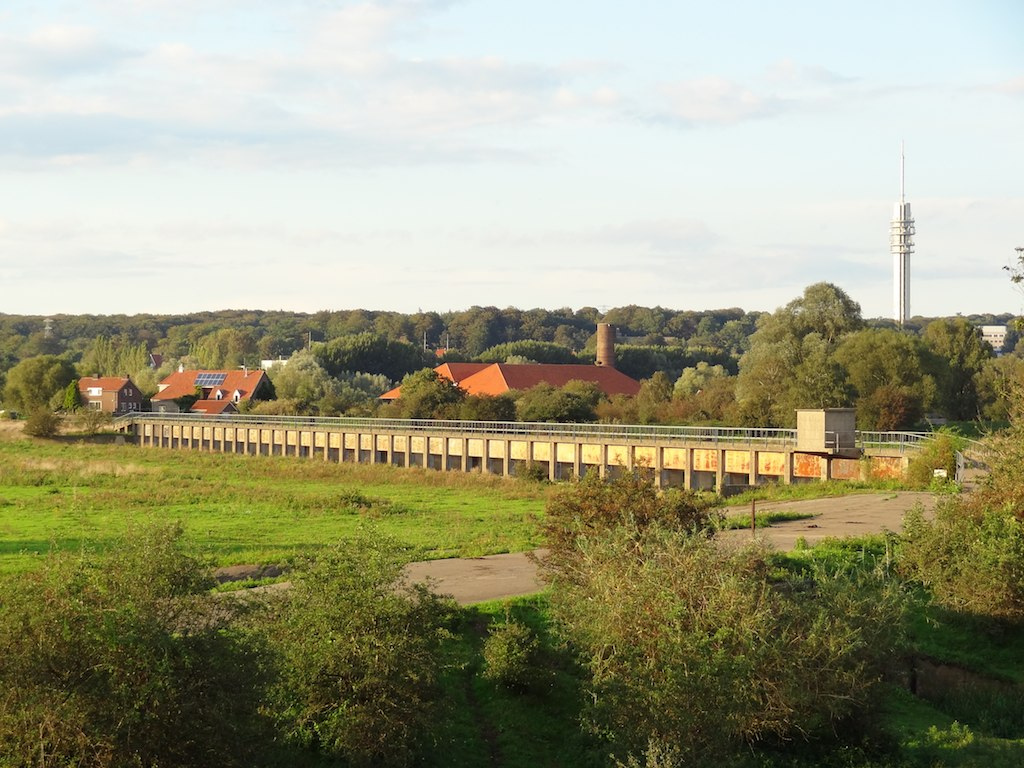
Doorlaatbrug Meinerswijk, Arnhem
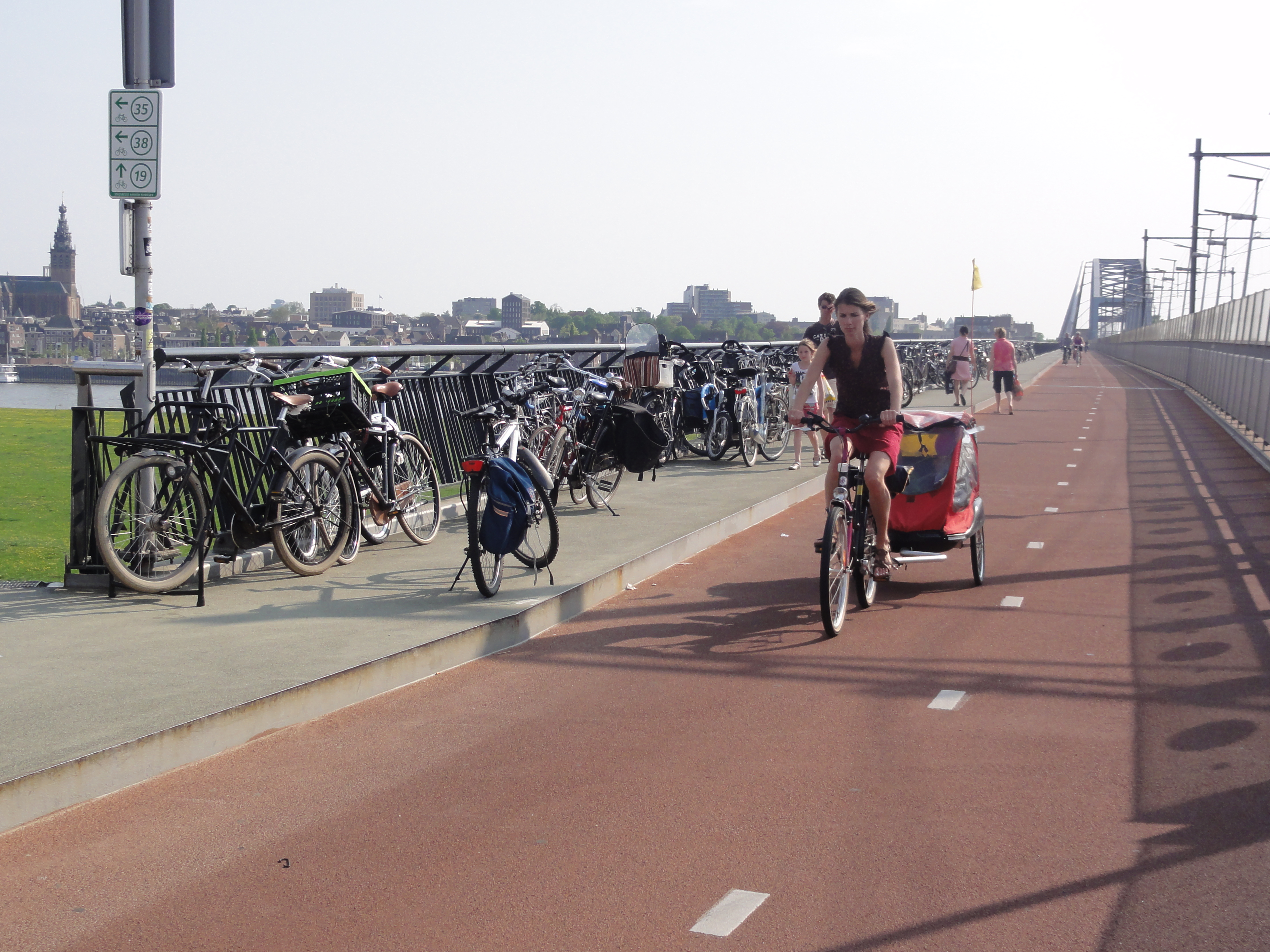
De Snelbinder, Nijmegen
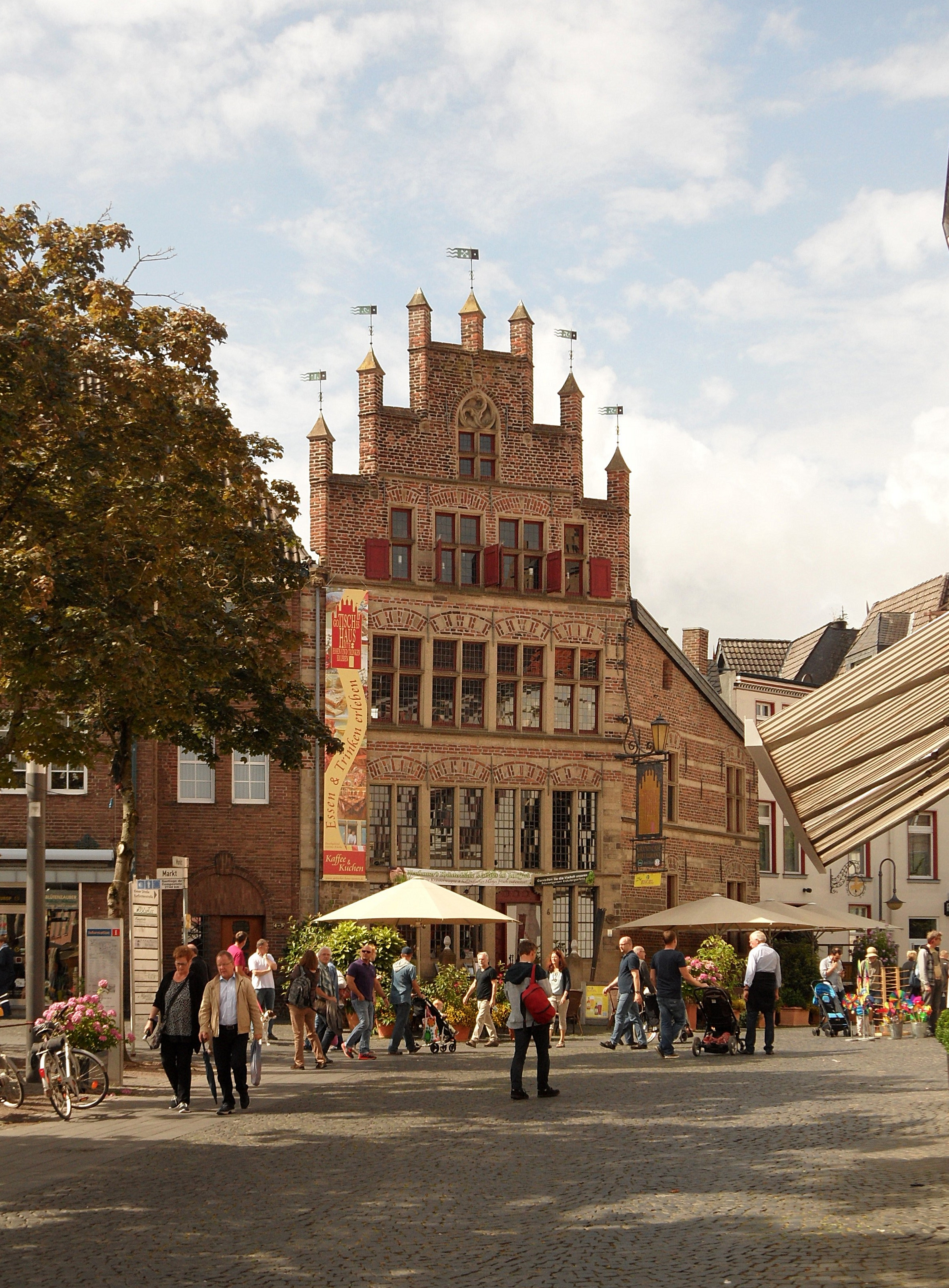
Xanten, Gotisches Haus op de Markt